# Muro do Cemitério
O Muro do Cemitério é um bem tombado localizado no município de Chapada dos Guimarães, no Mato Grosso. Sua localização exata é na Rua Vereador José Sousa, no Largo da Piedade, no Centro da cidade.
Os muros do cemitério foram construídos em pedra canga e coberta com telhas feitas nas coxas dos escravos. Novas pedras foram adicionadas em 1970, com uma listra de pedras arrumadas no alto do muro, para a proteger de prováveis de invasões. O túmulo mais velho do Cemitério da Piedade é datado do Século XIX.
Em julho de 2009, Muro do Cemitério foi tombado como Patrimônio Histórico Cultural de Mato Grosso. O tombamento havia sido solicitado pela Prefeitura do município à Secretaria de Estado de Cultura.